# Austin (Arkansas)
Austin è una città nella contea di Lonoke, nello Stato americano dell'Arkansas. Nel censimento del 2010 aveva una popolazione di 605 abitanti e una densità abitativa di 78,6 abitanti per km².

## Geografia fisica
Austin si trova alle coordinate 35°00′19″N 91°59′21″W.
Austin ha una superficie totale di 7,70 km² dei quali 7,70 sono di terra ferma e 0,00 km² sono di acqua.